# Primera Liga de Croacia 2023-24
La temporada 2023-24 fue la trigésima tercera edición de la Primera Liga de Croacia, desde su establecimiento en 1992. El torneo se inició el 21 de julio de 2023 y finalizó el 26 de mayo de 2024. El Dinamo Zagreb es el campeón defensor.

## Ascensos y descensos
Un total de 10 equipos disputaron el campeonato, el HNK Šibenik descendió la temporada anterior después de tres temporadas consecutivas en la máxima categoría, siendo reemplazado para este torneo por el campeón de la Segunda Liga, el NK Rudeš, que volvió tras descender en la temporada 2018-19.
| Pos. | Descendido de la Primera Liga de Croacia 2022-23 |
| ---- | ------------------------------------------------ |
| 10.º | HNK Šibenik                                      |

| Pos. | Ascendidos de la Segunda Liga de Croacia 2022-23 |
| ---- | ------------------------------------------------ |
| 1.º  | NK Rudeš                                         |

## Participantes
| Club             | Ciudad        | Estadio                 | Capacidad |
| ---------------- | ------------- | ----------------------- | --------- |
| Dinamo Zagreb    | Zagreb        | Stadion Maksimir        | 24,851    |
| HNK Gorica       | Velika Gorica | Stadion Radnik          | 4,536     |
| HNK Hajduk Split | Split         | Stadion Poljud          | 33,987    |
| NK Istra 1961    | Pula          | Stadion Aldo Drosina    | 9,921     |
| NK Lokomotiva    | Zagreb        | Stadion Kranjčevićeva1  | 3,690     |
| NK Osijek        | Osijek        | Opus Arena              | 13,356    |
| HNK Rijeka       | Rijeka        | Stadion Rujevica        | 8,191     |
| NK Slaven Belupo | Koprivnica    | Stadion Ivan Kušek-Apaš | 3,054     |
| NK Rudeš         | Zagreb        | Stadion Kranjčevićeva   | 3,690     |
| NK Varaždin      | Varaždin      | Stadion Varteks         | 8,818     |

- 1Lokomotiva organiza sus partidos en casa en el Stadion Kranjčevićeva. El estadio fue originalmente la sede del NK Zagreb.

### Equipación
| Club          | Técnico          | Capitán           | Equipación    |
| ------------- | ---------------- | ----------------- | ------------- |
| Dinamo Zagreb | Sergej Jakirović | Arijan Ademi      | Adidas        |
| Gorica        | Dinko Jeličić    | Filip Mrzljak     | Alpas         |
| Hajduk Split  | Mislav Karoglan  | Lovre Kalinić     | Macron        |
| Istra 1961    | David Català     | Slavko Blagojević | Joma          |
| Lokomotiva    | Silvijo Čabraja  | Mateo Marić       | Macron        |
| Osijek        | Zoran Zekić      | Marko Malenica    | 2Rule         |
| Rijeka        | Željko Sopić     | Nediljko Labrović | Joma          |
| Rudeš         | Vacant           |                   | Adidas        |
| Slaven Belupo | Roy Ferenčina    | Tomislav Božić    | Jako          |
| Varaždin      | Mario Kovačević  | Igor Postonjski   | Capelli Sport |

## Clasificación
| Pos. | Equipo            | Pts. | PJ | G  | E  | P  | GF | GC | Dif. | Clasificación 2024_25                                                  |
| ---- | ----------------- | ---- | -- | -- | -- | -- | -- | -- | ---- | ---------------------------------------------------------------------- |
| 1    | Dinamo Zagreb (C) | 82   | 36 | 25 | 7  | 4  | 67 | 30 | +37  | Primera fase clasificatoria de la Liga de Campeones de la UEFA 2024-25 |
| 2    | HNK Rijeka        | 74   | 36 | 23 | 5  | 8  | 69 | 30 | +39  | Primera fase clasificatoria de la Liga Europa de la UEFA 2024-25       |
| 3    | Hajduk Split      | 68   | 36 | 21 | 5  | 10 | 54 | 25 | +29  | Segunda fase clasificatoria de la Liga Conferencia de la UEFA 2024-25  |
| 4    | NK Osijek         | 57   | 36 | 16 | 9  | 11 | 62 | 43 | +19  | Segunda fase clasificatoria de la Liga Conferencia de la UEFA 2024-25  |
| 5    | Lokomotiva        | 51   | 36 | 12 | 15 | 9  | 52 | 45 | +7   |                                                                        |
| 6    | NK Varaždin       | 42   | 36 | 10 | 12 | 14 | 39 | 47 | −8   |                                                                        |
| 7    | HNK Gorica        | 41   | 36 | 11 | 8  | 17 | 35 | 50 | −15  |                                                                        |
| 8    | NK Istra 1961     | 41   | 36 | 10 | 11 | 15 | 36 | 54 | −18  |                                                                        |
| 9    | Slaven Belupo     | 33   | 36 | 9  | 6  | 21 | 43 | 69 | −26  |                                                                        |
| 10   | NK Rudeš (D)      | 9    | 36 | 1  | 6  | 29 | 22 | 85 | −63  | Descendido a la Segunda Liga de Croacia                                |

Actualizado a los partidos jugados el 26 de mayo de 2024.
 Fuente: SuperSport HNL

## Resultados
Cada equipo juega de ida y vuelta contra todos los demás equipos de la liga dos veces, para un total de 36 partidos cada uno.
| Local \ Visitante | DIN | GOR | HAJ | IST | LOK | OSI | RIJ | RUD | SLA | VAR |
| ----------------- | --- | --- | --- | --- | --- | --- | --- | --- | --- | --- |
| Dinamo Zagreb     | —   | 0–0 | 1–2 | 3–0 | 2–1 | 2–1 | 2–1 | 1–0 | 3–0 | 2–1 |
| Gorica            | 2–1 | —   | 2–1 | 0–0 | 1–0 | 3–0 | 2–3 | 3–0 | 2–2 | 1–1 |
| Hajduk Split      | 1–0 | 3–0 | —   | 0–1 | 1–0 | 0–2 | 1–0 | 1–0 | 3–0 | 3–1 |
| Istra 1961        | 0–3 | 0–1 | 0–2 | —   | 0–4 | 4–4 | 1–1 | 0–0 | 2–0 | 2–0 |
| Lokomotiva        | 3–0 | 1–1 | 1–1 | 1–1 | —   | 2–2 | 1–1 | 1–0 | 1–3 | 3–3 |
| Osijek            | 2–3 | 1–0 | 0–1 | 3–1 | 1–1 | —   | 0–0 | 3–0 | 6–1 | 1–1 |
| Rijeka            | 2–2 | 1–0 | 1–0 | 6–0 | 2–1 | 2–1 | —   | 4–0 | 2–4 | 2–2 |
| Rudeš             | 1–5 | 0–2 | 0–2 | 0–4 | 0–0 | 3–4 | 1–2 | —   | 0–0 | 0–0 |
| Slaven Belupo     | 0–2 | 0–0 | 0–1 | 2–2 | 0–1 | 1–0 | 0–1 | 3–2 | —   | 3–2 |
| Varaždin          | 1–1 | 1–0 | 1–2 | 1–0 | 0–0 | 2–2 | 0–2 | 2–0 | 2–2 | —   |

| Local \ Visitante | DIN | GOR | HAJ | IST | LOK | OSI | RIJ | RUD | SLA | VAR |
| ----------------- | --- | --- | --- | --- | --- | --- | --- | --- | --- | --- |
| Dinamo Zagreb     | —   | 2–0 | 0–0 | 4–1 | 2–2 | 1–0 | 1–0 | 3–3 | 5–2 | 1–0 |
| Gorica            | 0–2 | —   | 0–3 | 2–0 | 1–2 | 0–3 | 0–2 | 2–1 | 1–0 | 1–3 |
| Hajduk Split      | 0–1 | 2–1 | —   | 1–0 | 1–2 | 1–2 | 1–2 | 5–1 | 4–0 | 0–1 |
| Istra 1961        | 0–1 | 0–0 | 1–1 | —   | 0–0 | 1–0 | 0–2 | 2–1 | 3–0 | 2–0 |
| Lokomotiva        | 0–1 | 1–1 | 2–5 | 3–0 | —   | 1–1 | 3–1 | 3–0 | 2–1 | 0–0 |
| Osijek            | 1–1 | 3–0 | 1–1 | 1–2 | 3–1 | —   | 2–0 | 2–0 | 4–1 | 0–1 |
| Rijeka            | 1–2 | 3–0 | 1–0 | 3–0 | 4–0 | 3–0 | —   | 3–0 | 4–0 | 2–0 |
| Rudeš             | 0–3 | 2–1 | 0–2 | 1–3 | 3–3 | 2–3 | 0–3 | —   | 1–3 | 0–2 |
| Slaven Belupo     | 2–3 | 4–1 | 0–1 | 1–1 | 2–3 | 0–1 | 0–1 | 4–0 | —   | 0–1 |
| Varaždin          | 0–1 | 2–4 | 1–1 | 2–2 | 0–2 | 0–2 | 3–1 | 1–0 | 1–2 | —   |

## Goleadores
- Actualizado el 26 de mayo de 2024.[2][3]

| Rank | Jugador          | Club          | Goles |
| ---- | ---------------- | ------------- | ----- |
| 1    | Ramón Miérez     | Osijek        | 18    |
| 2    | Fran Brodić      | Varaždin      | 13    |
| 3    | Duje Čop         | Lokomotiva    | 12    |
| 4    | Bruno Petković   | Dinamo Zagreb | 11    |
| 4    | Niko Janković    | Rijeka        | 11    |
| 6    | Marko Livaja     | Hajduk Split  | 10    |
| 6    | Benedik Mioč     | Slaven Belupo | 10    |
| 8    | Marin Šotiček    | Lokomotiva    | 9     |
| 9    | Sandro Kulenović | Dinamo Zagreb | 8     |
| 9    | Rokas Pukštas    | Hajduk Split  | 8     |